# جشن کاترین مقدس

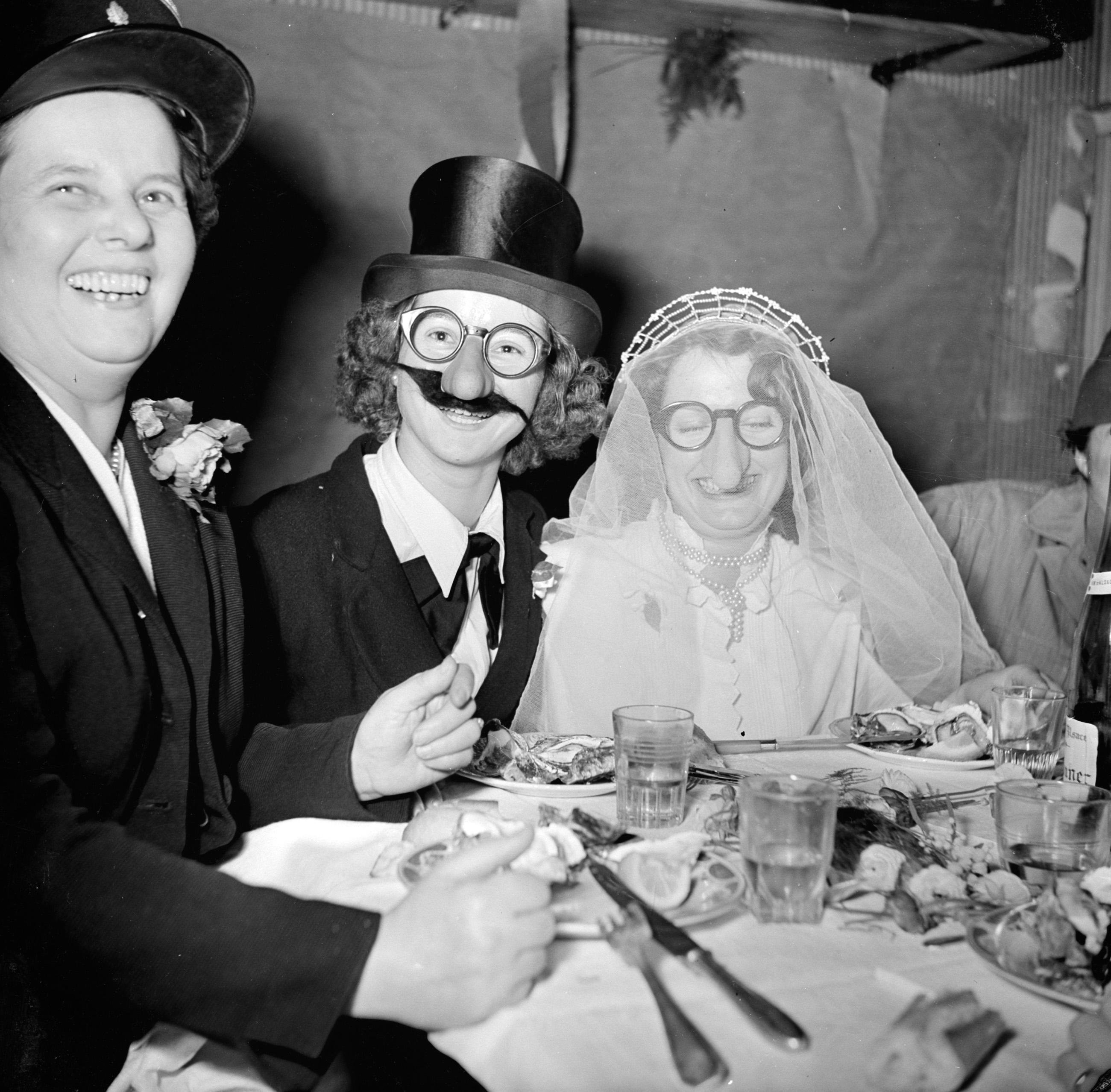
جشن کاترین مقدس (پاریس - ۱۹۵۰)

جشن کاترین مقدس جشنی است که از قرن دهم میلادی، هرساله در روز ۲۵ نوامبر برگزار می‌شود و یاد و خاطره شهادت کاترین اسکندریه را گرامی می‌دارد. این جشن به ویژه در استونی محبوب است و نشانه‌ای برای فرارسیدن زمستان است. از سوی دیگر، این جشن نزد لوتریانیسمها به کاترین، همسر هنری هشتم انگلستان نیز مربوط می‌شود.
در بلژیک و فرانسه ضرب‌المثلی وجود دارد که می‌گوید: «در روز کاترین مقدس، هر درختی ریشه می‌گیرد». براساس همین باور عام نیز، این روز زمانی ایده‌آل برای کاشت درختان است.